# Lâm Đớt
Lâm Đớt là một xã miền núi biên giới thuộc huyện A Lưới, thành phố Huế, Việt Nam.

## Địa lý
Xã Lâm Đớt nằm ở phía nam huyện A Lưới, có vị trí địa lý:
- Phía đông giáp xã A Roàng và xã Hương Nguyên
- Phía tây giáp xã Đông Sơn và xã Hương Phong
- Phía nam giáp Lào
- Phía bắc giáp xã Hương Phong.

Xã Lâm Đớt có diện tích 67,86 km², dân số năm 2018 là 4.611 người, mật độ dân số đạt 68 người/km².

## Hành chính
Sau khi sáp nhập từ 2 xã Hương Lâm (có 5 thôn) và xã A Đớt (có 6 thôn), xã Lâm Đớt có 11 thôn: Cưr Xo, Ka Nôn 1, Ka Nôn 2, Ba Lạch, Liên Hiệp, PaRis-KaVin, Chi Lanh-A Roh, A Tin, La Tưng, Chi Hóa, A Đớt.

## Lịch sử
Địa bàn xã Lâm Đớt hiện nay trước đây vốn là hai xã Hương Lâm và A Đớt thuộc huyện A Lưới.
Trước khi sáp nhập, xã Hương Lâm có diện tích 51,28 km², dân số là 2.208 người, mật độ dân số đạt 43 người/km². Xã A Đớt có diện tích 16,58 km², dân số là 2.403 người, mật độ dân số đạt 145 người/km².
Ngày 17 tháng 12 năm 2019, Ủy ban Thường vụ Quốc hội ban hành Nghị quyết 834/NQ-UBTVQH14 về việc sắp xếp các đơn vị hành chính cấp xã thuộc tỉnh Thừa Thiên Huế (nghị quyết có hiệu lực từ ngày 1 tháng 1 năm 2020). Theo đó, sáp nhập toàn bộ diện tích và dân số của hai xã Hương Lâm và A Đớt thành xã Lâm Đớt.